# Hylecthrus rubi
Hylecthrus rubi är en insektsart som beskrevs av Saunders 1850. Hylecthrus rubi ingår i släktet Hylecthrus och familjen stekelvridvingar. Inga underarter finns listade i Catalogue of Life.